# Chicago Jazz Festival
Het Chicago Jazz Festival is een gratis, vierdaags jaarlijks jazzfestival in het Millennium Park in Chicago. Het wordt gerund door het Department of Cultural Affairs and Special Events en geprogrammeerd met de hulp van Jazz Institute of Chicago tijdens Labor Day weekend, waarbij zowel wereldberoemde als lokale artiesten een breed scala aan jazzmuziek spelen.

## Geschiedenis

### Openingsgebeurtenis
Kort na de dood van Duke Ellington in 1974, werd er een festival georganiseerd om hem te eren in het Grant Park. Meer dan 10.000 jazzfans waren aanwezig en het werd een jaarlijks terugkerend evenement dat tot 30.000 bezoekers trok. In 1978 organiseerde een andere groep een Grant Park-festival ter ere van John Coltrane. Toen het Jazz Institute of Chicago in 1979 begon met de voorbereidingen voor zijn eigen Grant Park Festival, wat zou hebben geresulteerd in drie afzonderlijke jazzfestivals die eind augustus in Grant Park werden gehouden, stapte het Mayor's Office of Special Events in en sloot zich aan bij de drie verschillende festivals samen in het Chicago Jazz Festival, dat een week lang gratis jazzuitvoeringen zou presenteren. Dat eerste Chicago Jazz Festival omvatte een Ellington Night, een Coltrane Night en vijf andere programma's samengesteld door het Jazz Institute of Chicago. Gehouden in Grant Park's nieuwe Petrillo Music Shell, inclusief artiesten van het eerste seizoen: Von Freeman, Art Hodes, Benny Carter, McCoy Tyner, Billy Taylor, Mel Torme en Benny Goodman, trok het festival 125.000 festivalgangers gedurende zeven nachten.

### Latere festivals
Jarenlang werden de hele avond festivaloptredens live uitgezonden, van kust tot kust op 180 openbare radiostations. Later werden er hoogtepunten gemaakt voor latere uitzendingen, totdat WBEZ zijn oude jazzuitzendingen stopzette.
Elk jaar nadat de concerten voorbij zijn, worden jamsessies, die soms tot laat in de nacht en 's morgens vroeg plaatsvinden, georganiseerd door tal van vooraanstaande Chicago jazzmuzikanten zoals David Boykin, Fred Anderson, Dana Hall, Karl EH Seigfried en Keefe Jackson.
Het festival maakt nu deel uit van een zomerse reeks concerten en festivals, die worden gesponsord door het Department of Cultural Affairs and Special Events van de stad, waaronder Taste of Chicago en het Chicago Blues Festival.
In 2017 verhuisde het festival van Grant Parks slecht verouderde Petrillo Music Shell en zijn zijpodia, waar het al meer dan 30 jaar werd gehouden, aan de overkant van Monroe Street naar Millennium Park, waar artiesten optraden in verschillende uitvoeringspaviljoens en in het nabijgelegen Chicago Cultural Center, Ganz Hall op de Roosevelt University en op verschillende andere locaties. Hoewel dit zorgde voor een betere akoestiek in de nieuwere zaal, klaagden sommige critici dat de nieuwe opstelling de uitvoeringen onnodig verspreidde, waardoor het voor bezoekers moeilijker werd om sommige van de sessies te horen vanwege de afstand tussen de locaties.

### Vertolkers
Artiesten waren onder meer Miles Davis, Ella Fitzgerald, Anthony Braxton, Betty Carter, Lionel Hampton, Chico O'Farrills big band, Jimmy Dawkins, Johnny Frigo, Slide Hampton, Roy Haynes, Sarah Vaughan, Carmen McRae, B.B. King, Count Basie, Sun Ra, Stan Getz, Jimmy Smith, Dexter Gordon, Dizzy Gillespie, Kenny Burrell, Ornette Coleman en vele anderen.